# František Mořic Nágl

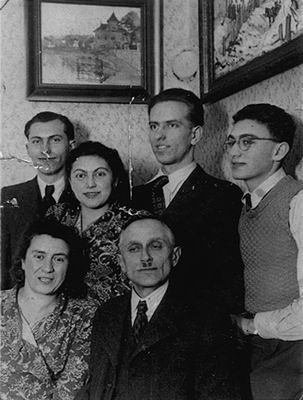
František Mořic Nágl und Familie

František Mořic Nágl (* 28. Mai 1889 in Kostelní Myslová, Österreich-Ungarn; † 28. Oktober 1944 im KZ Auschwitz) war ein tschechischer Maler.

## Leben bis 1939
Nágl wurde als eines von drei Kindern einer jüdischen Familie in Kostelní Myslová, einem Dorf in der Nähe der Kleinstadt Telč (heute Tschechien) geboren. Die Familie besaß einen Landwirtschaftsbetrieb, dessen Verwaltung er später hätte übernehmen sollen. Aufgrund seiner künstlerischen Begabung wechselte er jedoch nach der Gymnasialzeit in Telč an die Kunstgewerbeschule in Prag, die er von 1905 bis 1908 besuchte. Anschließend studierte er bis 1912 an der Prager Akademie der Bildenden Künste in der Spezialklasse von Hanuš Schwaiger. Nach Beendigung der Studienzeit in Prag kehrte Nágl in sein Heimatdorf zurück und widmete sich auf dem Gutshof der Familie vor allem der Malerei. Bereits ein Jahr später konnte er sich an einer Kunstausstellung im Prager Rudolphinum beteiligen.
Im Ersten Weltkrieg erlitt Nágl, der zur Infanterie eingezogen worden war, eine schwere Verletzung am Arm. Den behandelnden Chirurgen in Wien gelang es, seinen Arm zu erhalten, so dass Nágl nach langer Rehabilitation seine Arbeit als Maler fortsetzen konnte. Er schloss sich einer Künstlervereinigung in Hodonín an und nahm an deren Ausstellungen teil. Nágl fand die Motive für seine Malerei in seiner unmittelbaren Umgebung: so entstanden Aquarelle mährischer Landschaften, Städtebilder und Genremalerei aus dem dörflichen Leben. Im Jahr 1919 stellte er in Brünn eine Serie von Aquarellen mit Brünner Motiven aus.
Im Jahr 1920 heiratete František Mořic Nágl die Violinistin Vlasta Nettelová, 1921 wurde ihre Tochter Věra und im Jahr darauf Sohn Miloslav geboren. Die junge Familie verblieb zunächst in Kostelní Myslová. Als die Kinder ins Gymnasialalter kamen, zogen sie in ein Haus nach Telč, während Nágl weiterhin sein Atelier in Kostelní Myslová behielt. Im Jahr 1933 konnte er sein Aquarell „Markt auf dem Dominikanerplatz in Brünn“ in Prag zeigen, 1937 wurde in Ostrava eine Retrospektive des zunehmend bekannten Malers präsentiert.

## Deportation und Tod
Nach der Zerschlagung der Tschechoslowakei und der Proklamation des Protektorats Böhmen und Mähren am 16. März 1939 konfiszierten die Nationalsozialisten das Gut der jüdischen Familie Nágl und hinderten die Kinder am weiteren Schulbesuch. Am 22. Mai 1942 wurde die Familie in das Ghetto Theresienstadt verschleppt. Nágl war es gelungen, einige Malutensilien mit ins Lager zu schaffen und sich dort – unterstützt durch den Ältestenrat der jüdischen Selbstverwaltung – in einem kleinen Raum auf dem Boden eines der Häuser ein provisorisches Atelier einzurichten. Hier entstanden 254 Aquarelle und Gouachen mit Motiven des Lagerlebens.
Am 6. September 1943 wurde Nágls Sohn Miloslav in das KZ Auschwitz transportiert und dort ermordet. Am 28. Oktober 1944 wurden František Mořic Nágl, seine Frau Vlasta und seine Tochter Věra mit dem letzten Transport aus Theresienstadt ebenfalls nach Auschwitz deportiert und dort vergast.
Im Jahre 1950 fanden Bauarbeiter durch Zufall die in Theresienstadt entstandenen Bilder Nágls – er hatte sie in seinem Atelier auf dem Dachboden eingemauert und so für die Nachwelt erhalten.

## Werke (Auswahl)
Bei einigen der hier gezeigten Werke ist das Jahr der Entstehung unbekannt.

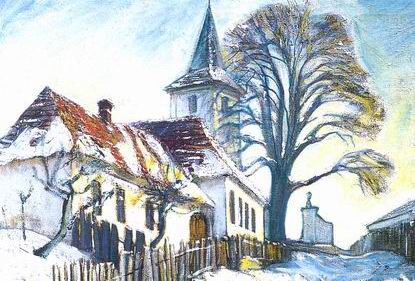
Kostelní Myslová
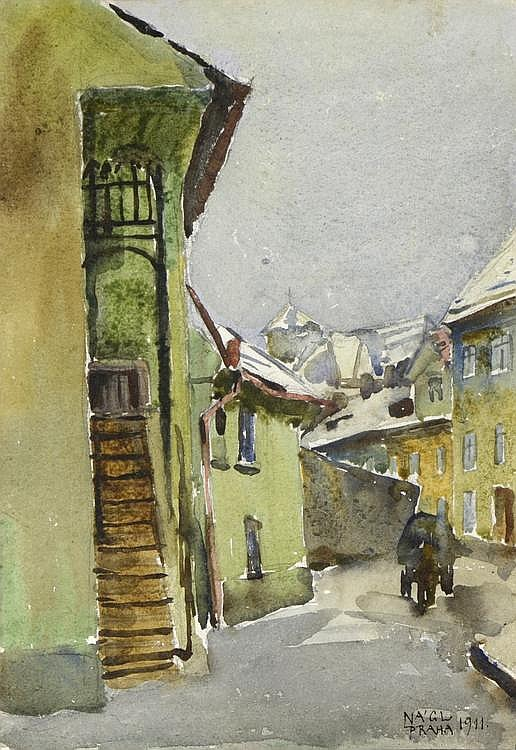
Prag, 1911
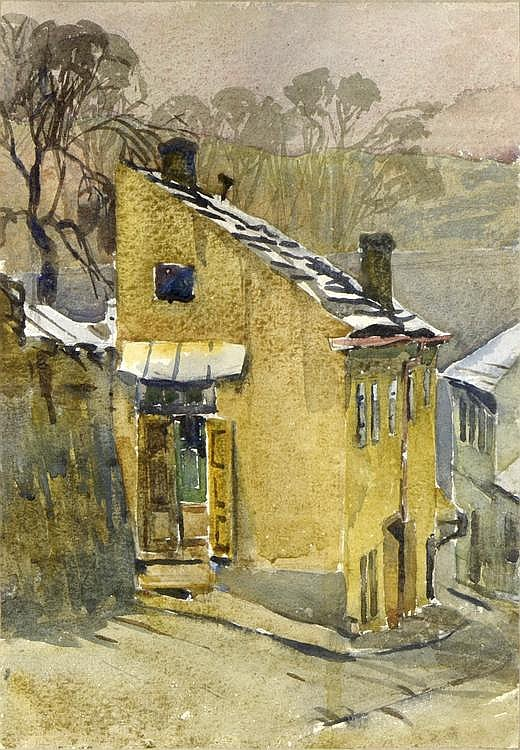
Prag, 1911
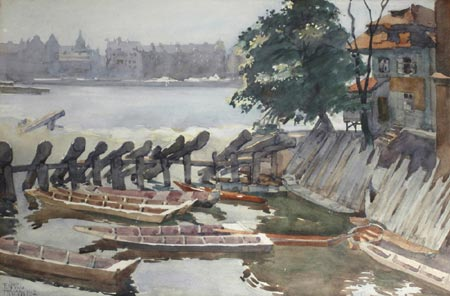
Prag, 1913
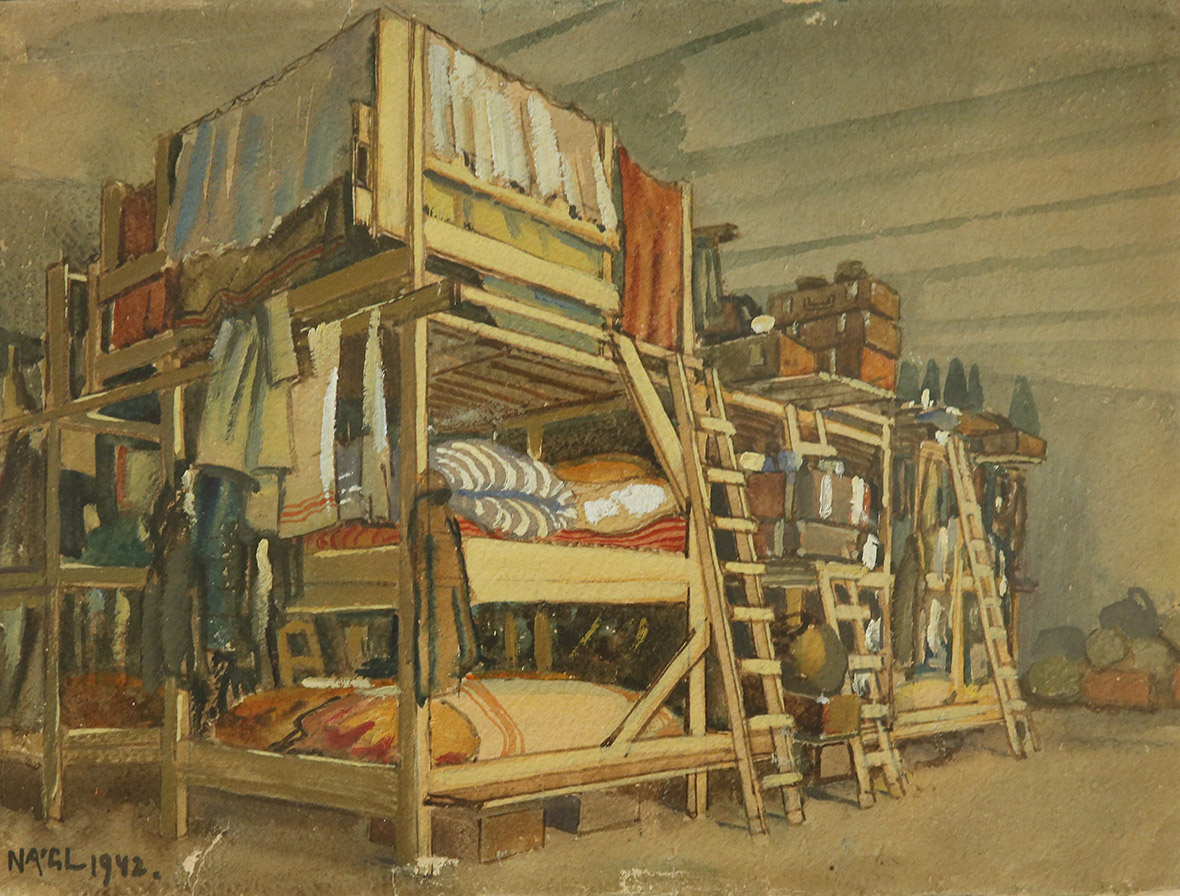
Theresienstadt, 1942
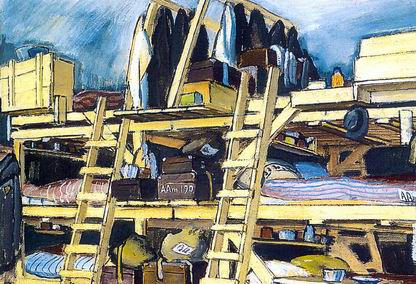
Theresienstadt